# Bosque y monte seco de las islas Canarias
El bosque y monte seco de las islas Canarias es una ecorregión de la ecozona paleártica, definida por WWF, que se extiende por las islas Canarias, con la excepción de Lanzarote y Fuerteventura (e islas e islotes adyacentes).

## Descripción
Es una ecorregión de bosque mediterráneo que ocupa 5000 kilómetros cuadrados. Está formada por las islas de El Hierro, La Gomera, La Palma, Tenerife y Gran Canaria.
A pesar de su pequeño tamaño, las islas Canarias constituyen una de las regiones de mayor biodiversidad de las zonas templadas del mundo.

## Flora
En función de la vegetación, se han descrito más de setenta comunidades ecológicas diferentes en la ecorregión. 
Las tierras bajas son principalmente matorrales y bosques abiertos, que se extienden desde el nivel del mar hasta una altura de 600 a 1000 metros. Destaca la palmera canaria (Phoenix canariensis), que crece en altitudes bajas, formando bosquetes de pequeños grupos.
Los bosques de Laurisilva canaria se encuentran en altitudes medias, entre los 500 y 1400 metros de altitud. Estos bosques se caracterizan por árboles siempre verdes de hoja ancha, incluidos muchos de la familia del laurel (Lauraceae) junto con Prunus lusitanica, Picconia excelsa e Ilex canariensis.
Los brezales de Fayal-brezal se encuentran desde los 500 hasta los 1700 m. Predominan los arbustos altos Myrica faya, Erica arborea y Erica scoparia.
Los bosques del endémico pino canario (Pinus canariensis) se encuentran cerca del nivel del mar en las laderas sur de las islas, y desde los 1200 a los 2400 m en las laderas norte. Los pinares suponen la mayor representación del monte seco canario. Se trata de una especie muy adaptada a la aridez y resistente al fuego.
Los matorrales montanos habitan las elevaciones más altas de La Palma y Tenerife.

## Fauna
Las aves endémicas de la ecorregión incluyen la paloma de Bolle (Columba bollii), la paloma laurel (Columba junoniae), el pinzón azul de Tenerife (Fringilla teydea), el mosquitero occidental de las Islas Canarias (Phylloscopus canariensis) y el reyezuelo de Tenerife (Regulus regulus teneriffae).
El murciélago de Madeira (Pipistrellus maderensis) es un murciélago endémico macaronésico, y el murciélago orejudo canario (Plecotus teneriffae) es un endemismo canario.

## Endemismos
Hay una gran variedad de especies endémicas, producidas por el aislamiento insular. Por ejemplo, el 70 % de las especies nativas de escarabajos son endémicas. Además, en la laurisilva de las islas se encuentran especies vegetales supervivientes del período terciario.

## Estado de conservación
La ecorregión está considerada en peligro crítico. Se puede identificar una variedad de factores como problemas amenazantes para la biota y los hábitats canarios, que causan la pérdida de hábitat y amenazan directa o indirectamente a las especies locale:
En primer lugar la presión urbanística, especialmente por los centros turísticos y los edificios ilegales destruyen los hábitats.
En segundo lugar la tala indiscriminada y la captura ilegal y la caza de taxones silvestres son las otras amenazas para algunas especies así como la introducción de especies foráneas que desplazan a las autóctonas o depredadores como los gatos callejeros y las ratas. Las fiebre por las mascotas exóticas liberadas son la amenaza más reciente, con varios invasores establecidos como Psittacula krameri y Myiopsitta monachus o Lampropeltis californiae.

## Protección
Se ha desarrollado una red compleja de áreas naturales protegidas en todas las islas. A través del programa de la UNESCO MaB (Hombre y Biosfera) se han declarado tres reservas en Canarias: Los Tiles (en La Palma), Lanzarote y El Hierro (ambas islas completas).
Aunque se ven afectadas parcial o severamente por las actividades humanas, algunas de estas áreas protegidas son especialmente importantes debido al hábitat que se encuentra aquí. Estos incluyen el parque rural de Frontera, la reserva ratural integral Roques de Salmor y la reserva natural especial Tibataje en El Hierro; parque nacional de la Caldera de Taburiente y reserva natural integral del pinar de Garafía en La Palma; parque nacional de Garajonay y parque rural de Valle Gran Rey en La Gomera; parque nacional de Teide, parque rural de Anaga, parque rural de Teno, parque natural de la Corona Forestal y reserva natural de Las Palomas en Tenerife; y el parque rural de Doramas, la reserva natural especial de los Tilos de Moya y la reserva natural especial del Brezal en Gran Canaria.